# Рентгеновский сканер на основе обратного рассеяния

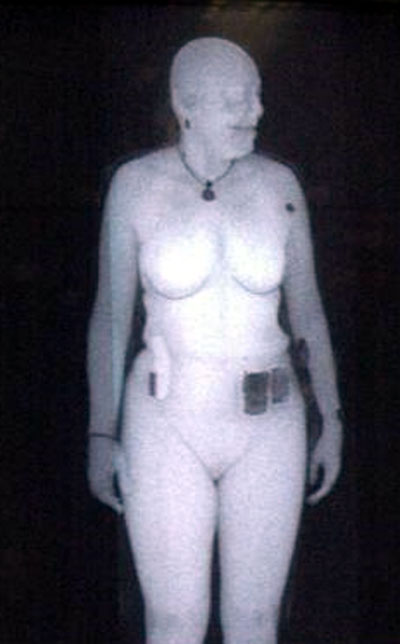
Изображение, полученное сканером на основе обратного рассеивания. Изображение Susan Hallowell — директора лаборатории из Transportation Security Administration

Рентгеновский сканер на основе обратного рассеивания (англ. backscatter X-ray) — рентгеновский сканер персонального досмотра, использующий эффект обратного рассеивания рентгеновских лучей (30 ПГц — 30 ЭГц; т. е. от 3 × 1016 Гц до 3 × 1019 Гц).
В тех случаях, когда досмотр может занять много времени, эта технология позволяет за несколько минут выявить наличие наркотиков, оружия или взрывчатки на теле человека.
Технология широко используется для досмотра людей, например, в некоторых аэропортах.
На получаемом изображении менее плотные вещества (кожа человека) имеют белый цвет, а плотные (оружие) — тёмный.
Каждый сканер стоит от 250 тысяч до 2 миллионов долларов, основные производители: Smartcheck (American Science and Engineering), Rapiscan, Tek84, Nucsafe.
В отличие от сканеров на миллиметровых волнах, которые выглядят как цилиндрическая кабина с двумя вращающимися полурамками создают не трёхмерное, а двумерное изображение. Существуют односторонние и двухсторонние сканеры, позволяющие за одно сканирование получить три изображения: два изображения, созданных за счёт обратного рассеяния, и одно изображение псевдо-просветного типа.
В новых рентгеновских сканерах для досмотра багажа в дополнение к просвечивающему изображению может использоваться изображение, полученное за счёт обратного рассеяния. Это повышает вероятность обнаружения органических веществ — наркотиков, взрывчатки, керамического оружия.
Существуют подобные сканеры большого размера, предназначенные для досмотра транспорта (грузовиков, трейлеров).